# Leonardo (football, 1992)
Pour les articles homonymes, voir Leonardo.
Leonardo da Silva Souza, plus connu en tant que Leonardo, né le 18 mars 1992 à Andirá au Brésil, est un footballeur brésilien. Il évolue actuellement au poste de milieu offensif.

## Statistiques

### En club
| Saison                | Club                  | Championnat           | Championnat | Championnat | Championnat | Coupe(s) nationale(s) | Coupe(s) nationale(s) | Coupe(s) nationale(s) | Total | Total | Total |
| Saison                | Club                  | Division              | M.          | B.          | P.d.        | M.                    | B.                    | P.d.                  | M.    | B.    | P.d.  |
| 2012-2013             | Énosis Néon Paralímni | A Kategoria           | 11          | 5           | 0           | -                     | -                     | -                     | 11    | 5     | 0     |
| Sous-total            | Sous-total            | Sous-total            | 11          | 5           | 0           | -                     | -                     | -                     | 11    | 5     | 0     |
| 2012-2013             | Metalurg Donetsk      | Premier-Liha          | 9           | 1           | 1           | -                     | -                     | -                     | 9     | 1     | 1     |
| Sous-total            | Sous-total            | Sous-total            | 9           | 1           | 1           | -                     | -                     | -                     | 9     | 1     | 1     |
| 2013-2014             | FK Qabala             | Premyer Liqası        | 31          | 7           | 3           | 2                     | 1                     | 0                     | 33    | 8     | 3     |
| Sous-total            | Sous-total            | Sous-total            | 31          | 7           | 3           | 2                     | 1                     | 0                     | 33    | 8     | 3     |
| 2014-2015             | Anji Makhatchkala     | FNL                   | 21          | 7           | 5           | 1                     | 0                     | 0                     | 22    | 7     | 5     |
| 2015-2016             | Anji Makhatchkala     | Premier Liga          | 10          | 1           | 1           | 1                     | 1                     | 0                     | 11    | 2     | 1     |
| Sous-total            | Sous-total            | Sous-total            | 31          | 8           | 6           | 2                     | 1                     | 0                     | 33    | 9     | 6     |
| 2016-2017             | Partizan Belgrade     | Super Liga            | 18          | 12          | 2           | 1                     | 1                     | 0                     | 19    | 13    | 2     |
| Sous-total            | Sous-total            | Sous-total            | 18          | 12          | 2           | 1                     | 1                     | 0                     | 19    | 13    | 2     |
| Total sur la carrière | Total sur la carrière | Total sur la carrière | 100         | 33          | 12          | 5                     | 3                     | 0                     | 105   | 36    | 12    |

## Palmarès
FK Qabala
- Finaliste de la Coupe d'Azerbaïdjan en 2014

 FK Partizan Belgrade
- Champion de Serbie en 2017
- Vainqueur de la Coupe de Serbie en 2017

 Al Wahda Abou Dabi
- Vainqueur de la Supercoupe des Émirats arabes unis en 2018